# Huttonia palpimanoides
Huttonia palpimanoides is een spinnensoort uit de familie Huttoniidae. De soort komt voor in Nieuw-Zeeland.